# (32787) 1989 ST1
1989 ST1 (asteroide 32787) é um asteroide da cintura principal. Possui uma excentricidade de 0.14780250 e uma inclinação de 3.20591º.
Este asteroide foi descoberto no dia 26 de setembro de 1989 por Eric Walter Elst em La Silla.